# Creoleon lupinus
Creoleon lupinus is een insect uit de familie van de mierenleeuwen (Myrmeleontidae), die tot de orde netvleugeligen (Neuroptera) behoort. 
Creoleon lupinus is voor het eerst wetenschappelijk beschreven door Olivier in 1811.